# رئیس‌آباد (آمل)
رئیس‌آباد، روستایی است از توابع بخش دابودشت شهرستان آمل در استان مازندران ایران.
این روستا در کیلومتر 6 جادۀ دریای دابودشت - فریدونکنار واقع است و از جاذبه‌های گردشکری آن وجود مزارع زیبای برنج در آن است. این منطقه یکی از بهترین و مساعدترین مناطق کشت برنج در ایران می‌باشد و شغل اکثر مردم آن کشاورزی است.

## جمعیت
این روستا در دهستان دابوی جنوبی قرار دارد و براساس سرشماری مرکز آمار ایران در سال ۱۳۸۵، جمعیت آن ۳۲۶ نفر (۸۹خانوار) بوده‌است.

### شالیزارهای روستای رئیس‌آباد

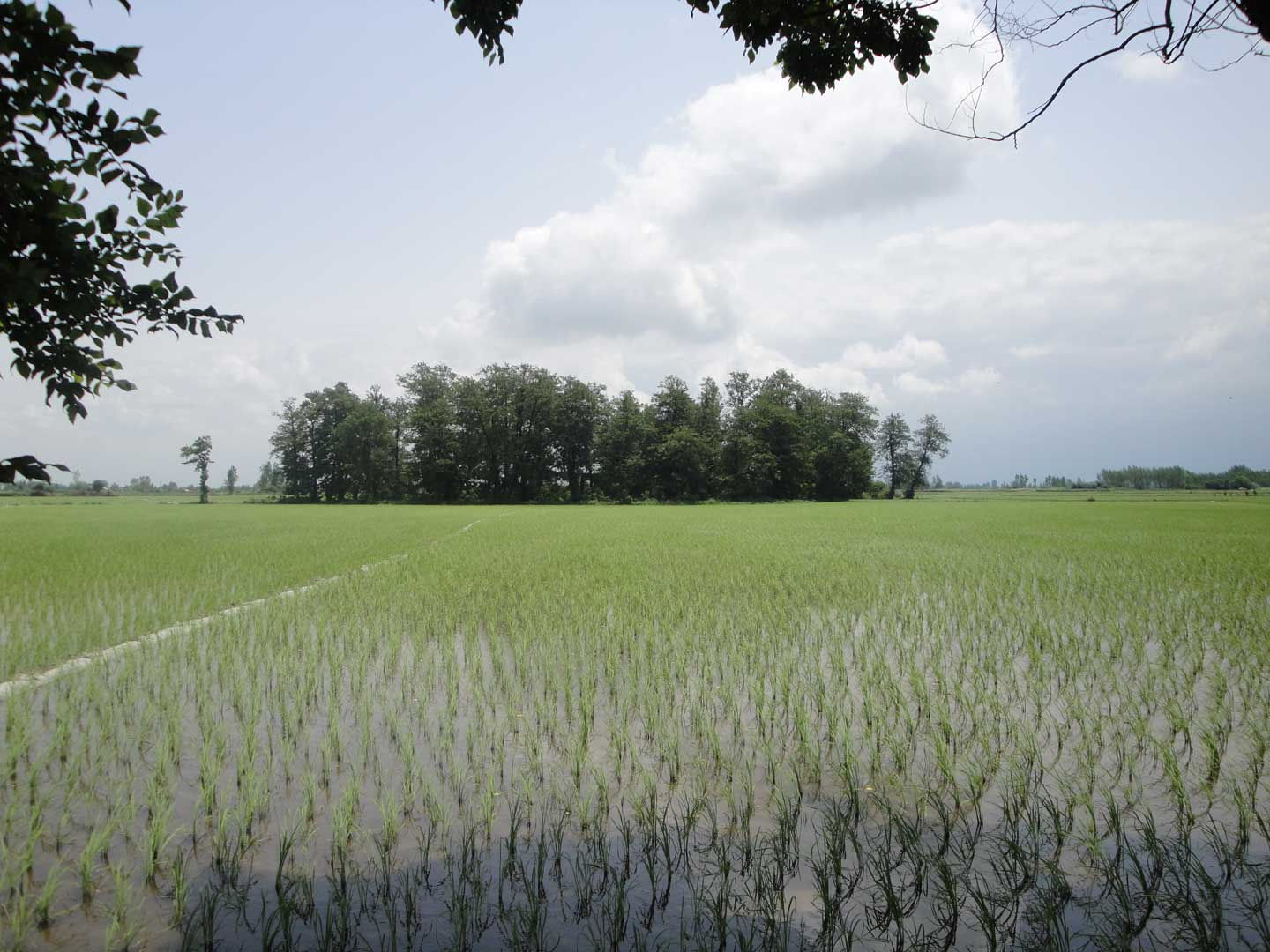
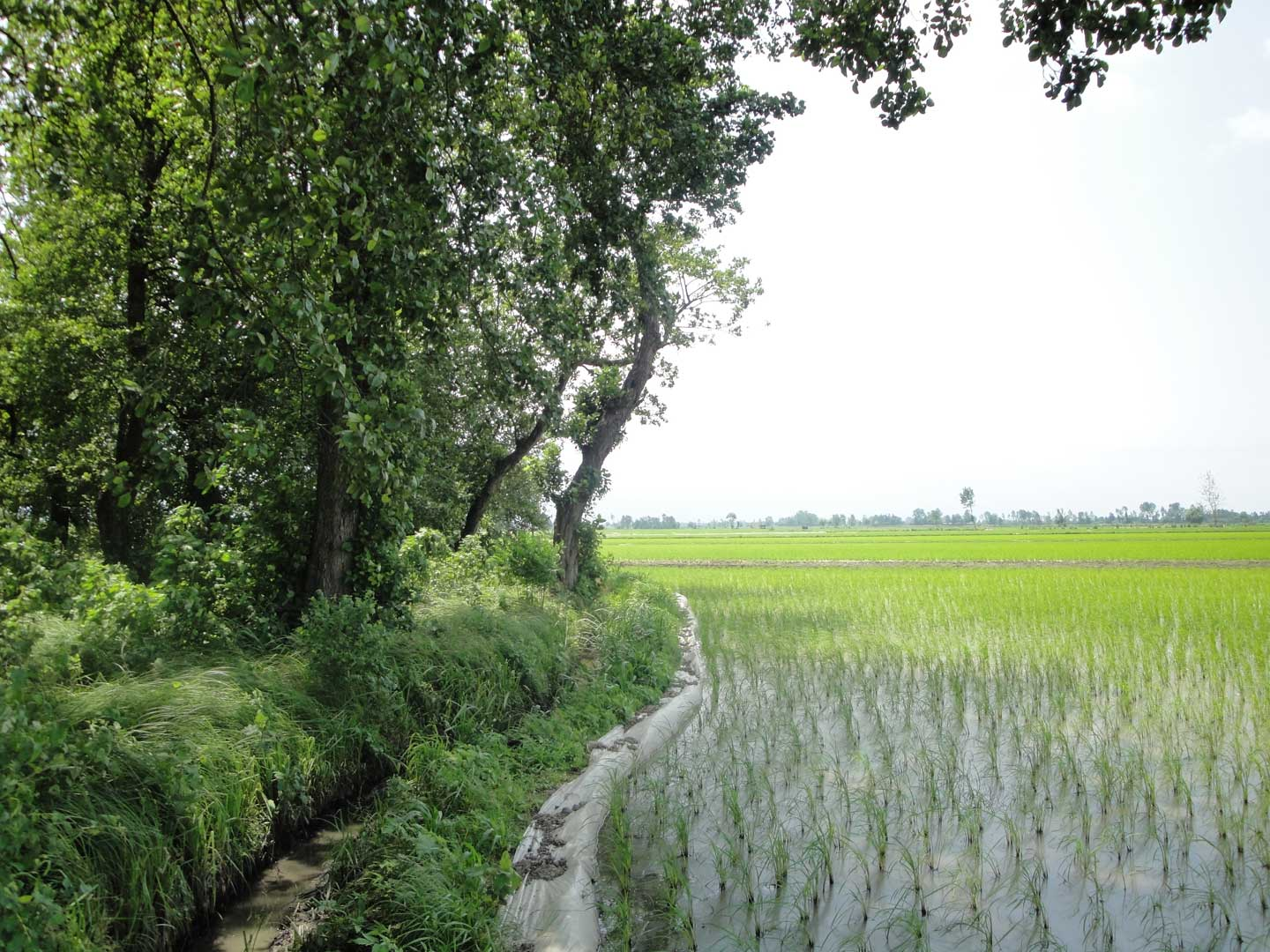
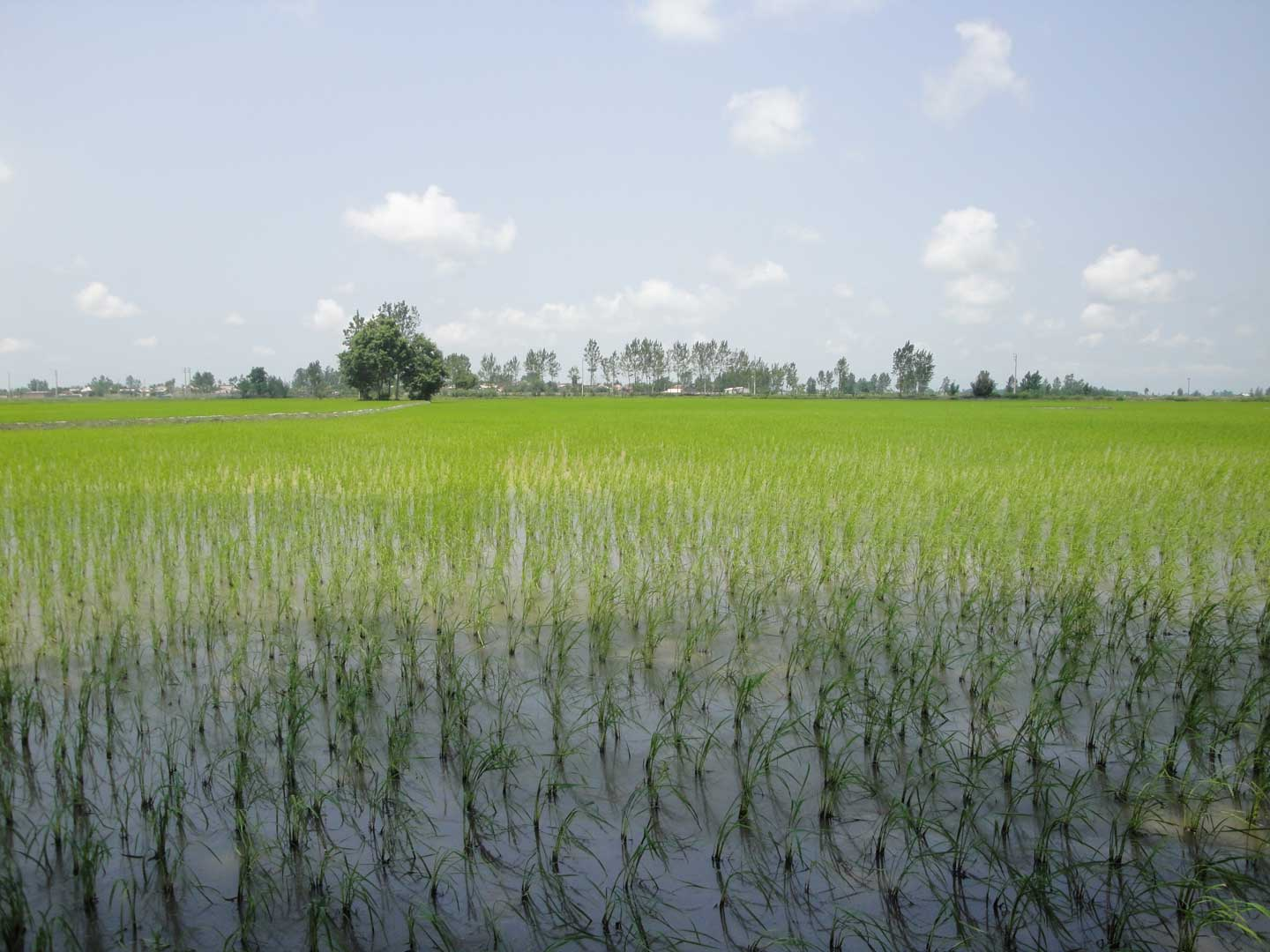
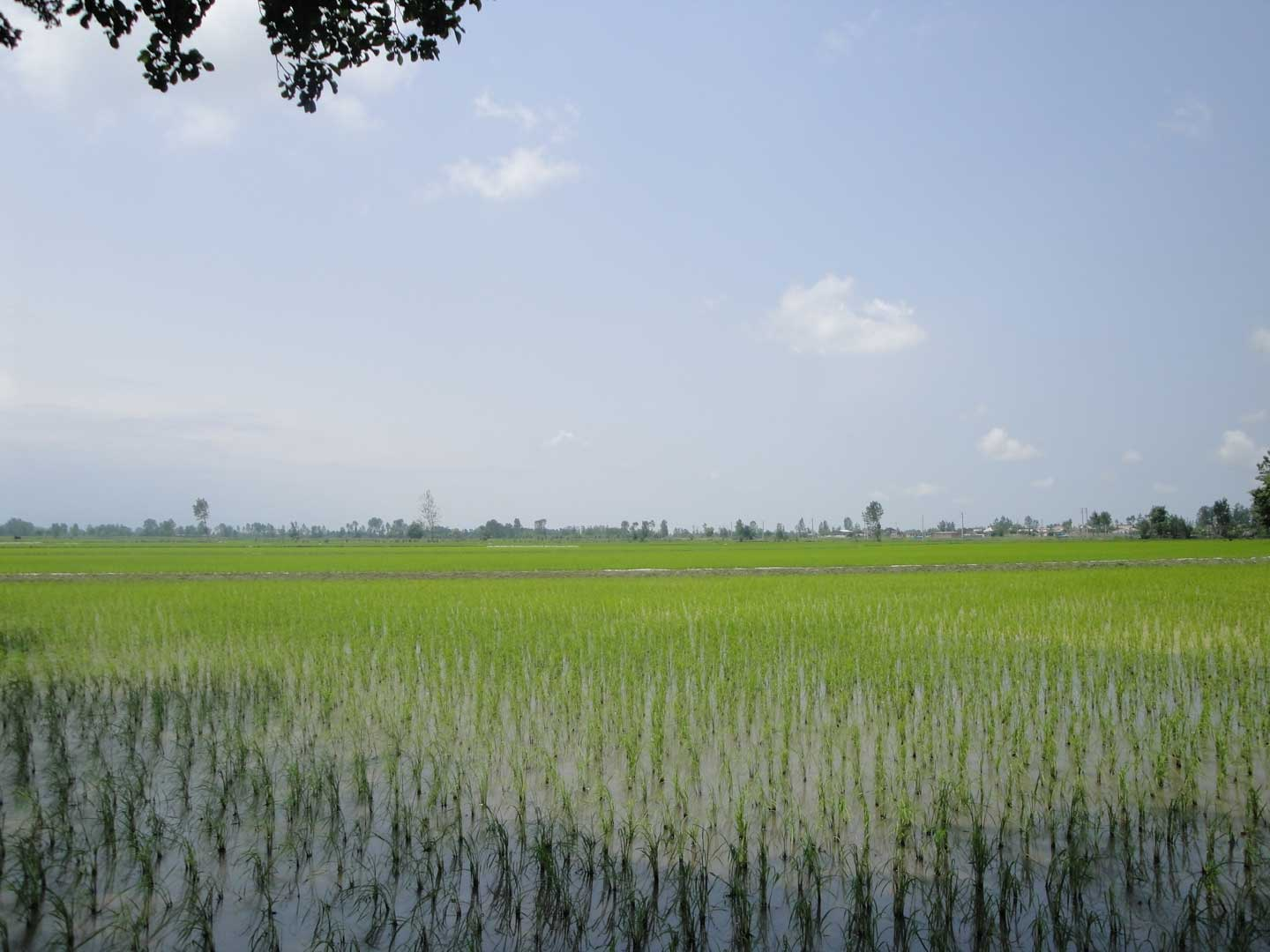
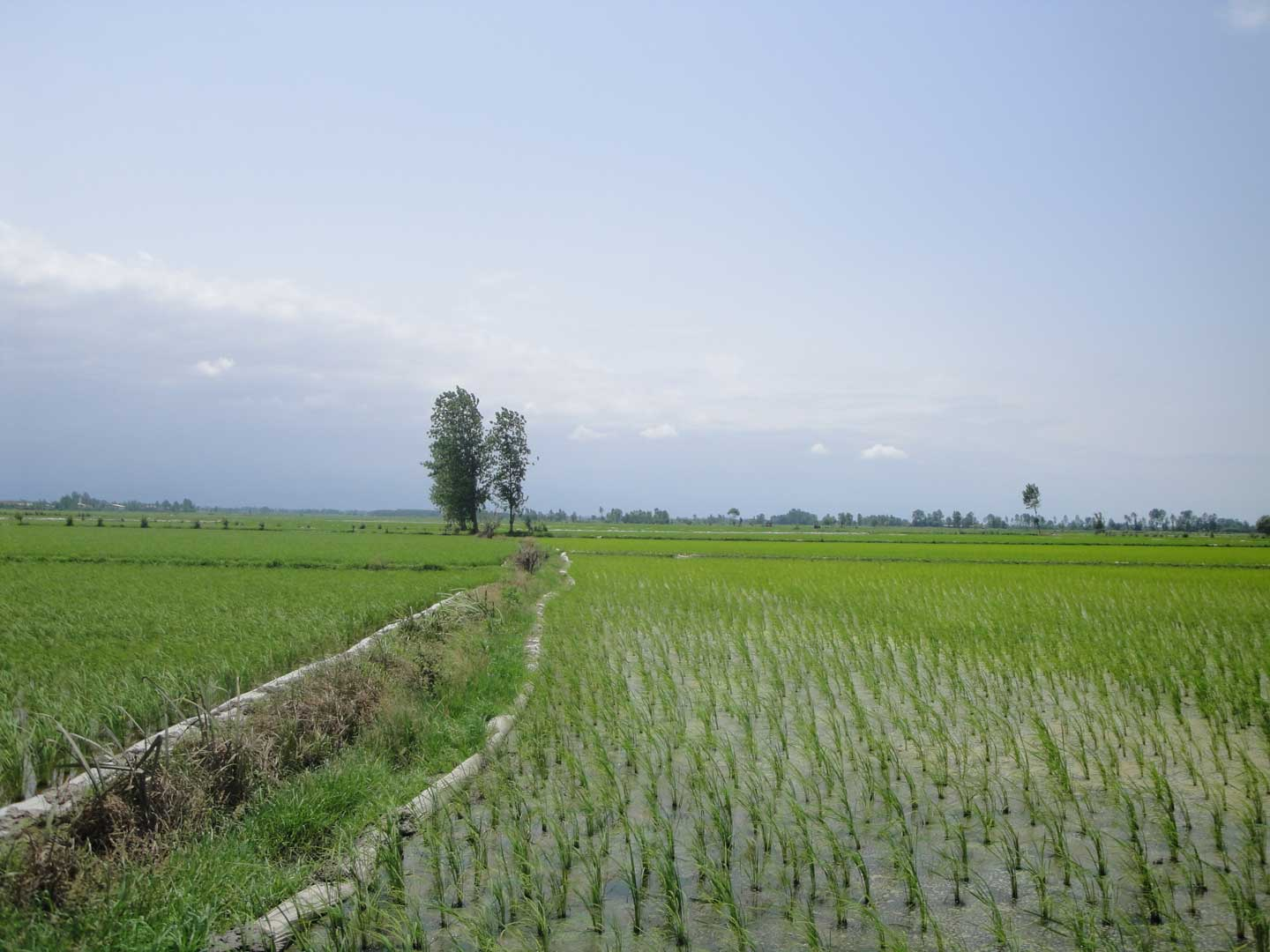
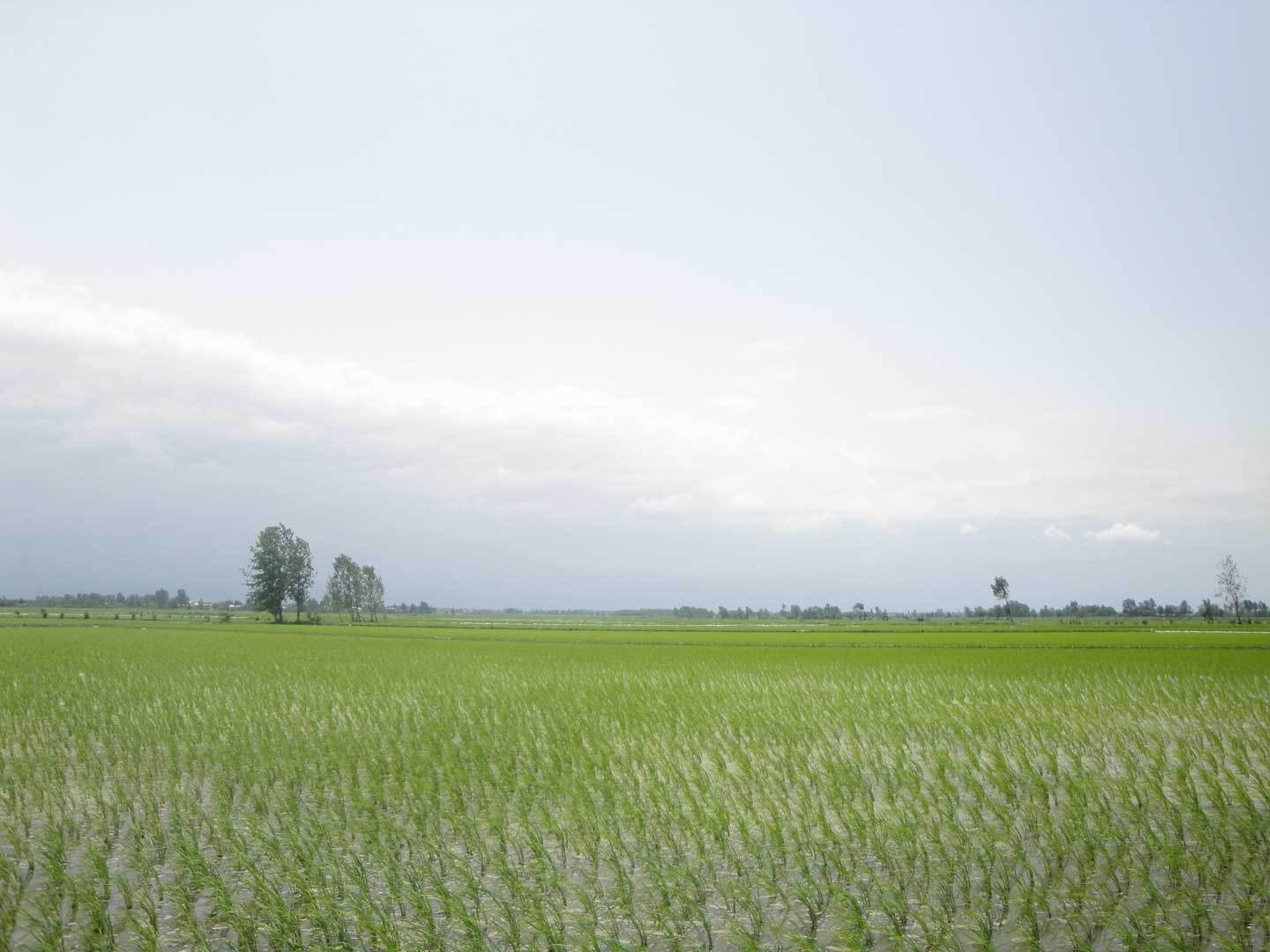
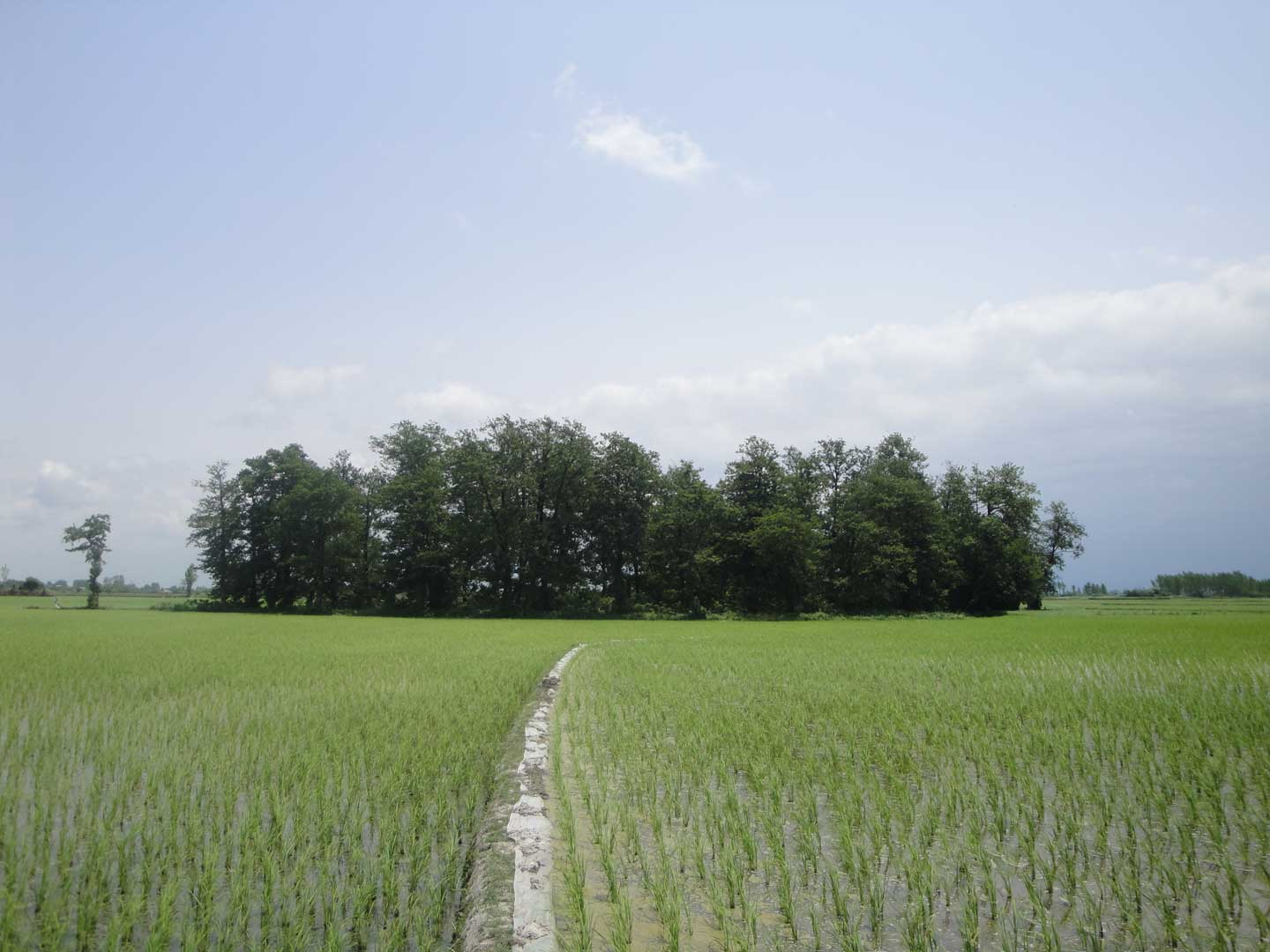
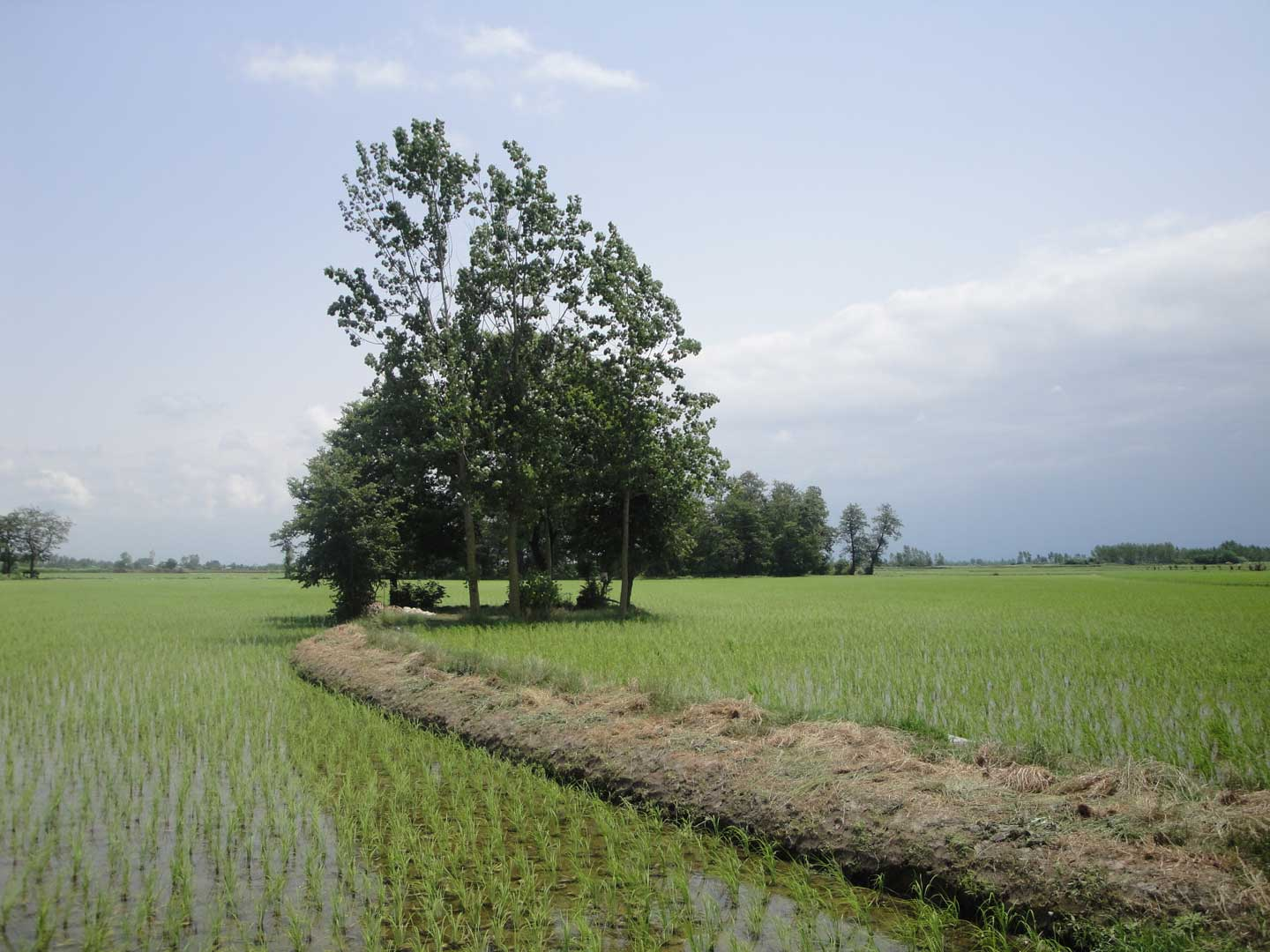